# Lotononis wilmsii
Lotononis wilmsii är en ärtväxtart som beskrevs av Dummer. Lotononis wilmsii ingår i släktet Lotononis och familjen ärtväxter. Inga underarter finns listade i Catalogue of Life.